# Walibi World

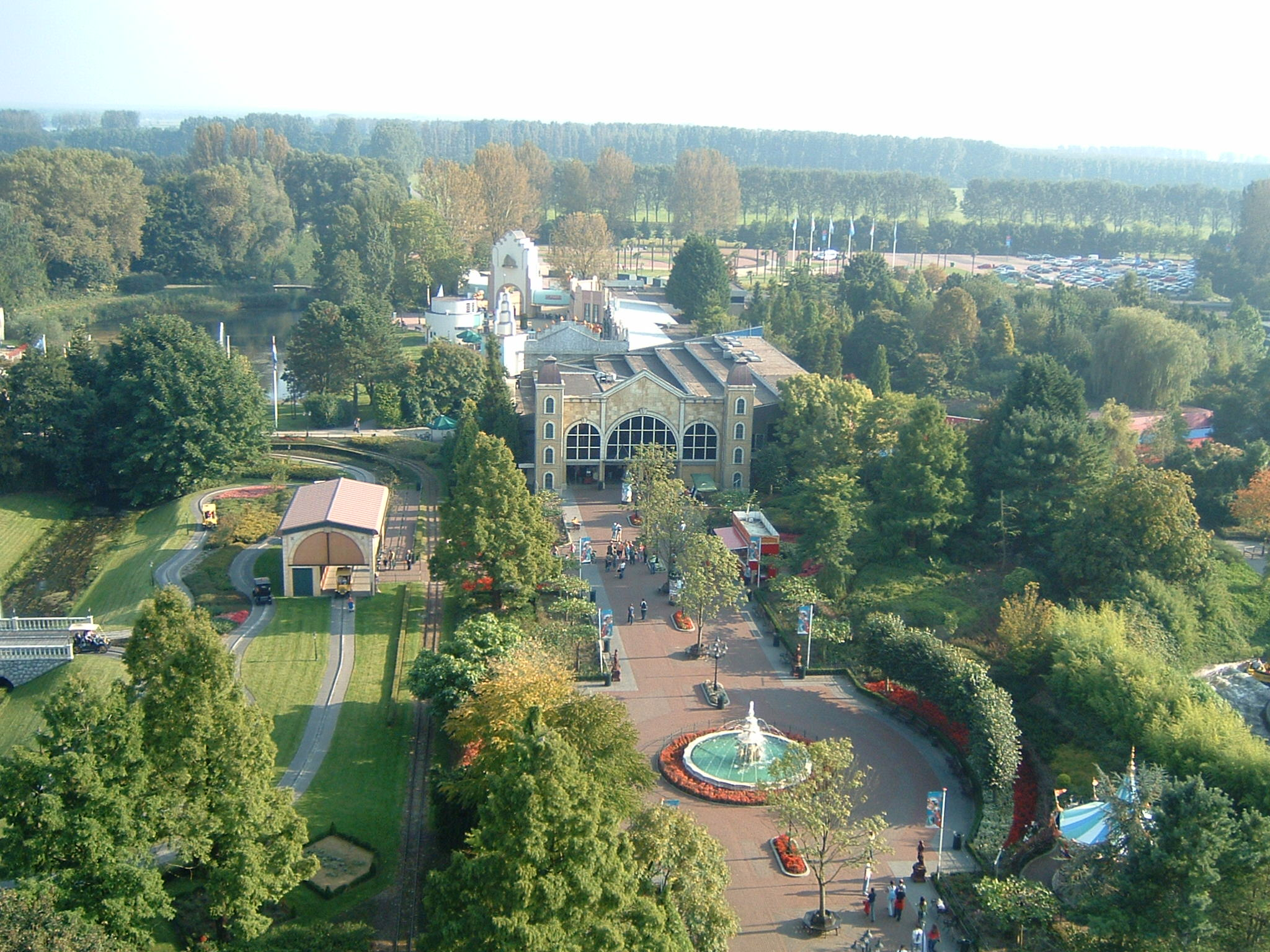

Walibi World je jedním z největších zábavních parků v Nizozemsku, který se nachází nedaleko města Dronten.
Walibi World byl otevřen v roce 1971 pod názvem Flevohof jako zemědělský zábavní park. V roce 1994 byl znovu otevřen jako Walibi Flevo a byl zde první „Inverted Coaster“ v Evropě.